# 새벽을 깨우리로다
"새벽을 깨우리로다"는 1990년에 개봉한 대한민국의 영화이다.

## 캐스팅
- 임동진
- 김자옥
- 장정국
- 이강조
- 남포동
- 안혜리
- 박종설
- 나갑성
- 유일문
- 추석양
- 최삼
- 박동룡
- 이석구
- 길달호
- 홍명구
- 서평석
- 오희찬
- 정영국
- 박용팔
- 장철
- 이설산
- 주영선
- 장한기
- 진용법
- 유명순
- 김경란
- 전숙
- 성명순
- 김애라
- 유경애
- 지계순
- 남성훈 (특별출연)
- 김인문 (특별출연)
- 최인숙 (특별출연)